# Yom tov sheni shel galouyot
Le yom tov sheni shel galouyot (hébreu : יום טוב שני של גלויות « second jour férié des [communautés juives] exilées ») est un jour d’observance supplémentaire des fêtes bibliques par les membres des communautés situées hors de la terre d’Israël. Reproduisant le statut et les prescriptions du jour férié qu’il double, le second jour s’en distingue cependant par certains allègements subtils.
Institué par les rabbins au temps du Sanhédrin, le second jour continue d’être observé par les juifs orthodoxes, y compris lors des déplacements entre Israël et le reste du monde. Il a en revanche été contesté au XIXe siècle par les mouvances progressistes du judaïsme, qui l’ont pour la plupart aboli.

## Yom tov sheni dans les sources juives
La tradition du second jour n’a pas de fondement biblique explicite même si elle était, selon des enseignements médiévaux à visée apologétique, observée au temps des prophètes et de Josué.
Elle vise à répondre à une situation rencontrée dans la période "post-exilique" où le peuple juif, dispersé à travers le Levant, demeure tenu d’observer les temps fixés par la Torah. Or celle-ci se base sur un cycle lunaire ; chaque lunaison est proclamée sur une base d’observation directe de la conjonction lunaire en terre d’Israël.
Au temps de la Mishna, la proclamation des lunaisons est placée sous l’autorité des Sages du Sanhédrin, qui communiquent avec la diaspora par des signaux lumineux propagés de poste en poste ; l’envoi d’un signal au trentième jour d’un mois signifie que ce mois était défectif (29 jours) tandis que l’absence de signal le définit comme plein (trente jours). 
Les Samaritains perturbent ce système en émettant des signaux à leur convenance et contraignent les Sages à dépêcher des messagers lors des mois critiques pour le cycle des fêtes. Cependant cette nouvelle méthode montre rapidement des limites.

### Le second jour de Roch Hachana
D’une part, l’examen des témoins peut prendre tant de temps que la néoménie est déclarée au jour suivant, même si tout Israël voit la nouvelle lune.
Cette situation se serait, d’après le Talmud de Babylone, produite lors du mois de tishrei, dont le premier jour, appelé Yom Teroua dans la Torah et Roch Hachana dans la Mishna, était saint. Quoique le mois d’eloul n’ait jamais été déclaré plein depuis le temps d’Ezra, le retard des émissaires perturba les chantres lévites du Temple dans leur chant du jour (le psaume à chanter diffère selon les jours profanes et les jours saints), ce qui se répercuta sur le culte tout entier. Il fut par conséquent décidé d’instituer un second jour saint pour Roch Hachana.
Il ne s’agit cependant pas encore du yom tov sheni shel galouyot : lorsque Rabbi Yehouda postula que les deux jours de Roch Hachana étaient entachés de doute quant à leur sainteté et que cela permettait de prélever la dîme sur une corbeille de fruits ou d’établir des erouvei tehoumin (dispositif permettant de se déplacer hors du domaine sabbatique) lors des deux jours, « les Sages ne furent pas d’accord avec lui » car ils considéraient les deux jours de Roch Hachana comme un long jour saint. Le second jour de Roch Hachana est, de plus, contrairement au yom tov sheni shel galouyot, également observé en terre d’Israël, selon le Talmud de Babylone.

### Le second jour des diasporas
La seconde faiblesse du système des émissaires réside dans l’éloignement des communautés. Le voyage peut prendre plus de dix jours pour certaines communautés. De plus, lorsque les émissaires doivent annoncer la date de la fête de Souccot, ils ne peuvent se mettre en route le 1er tishrei, du fait de Roch Hachana, et doivent interrompre leur traversée le 10 tishrei, du fait de Yom Kippour.
En conséquence, la fête de Souccot est célébrée au quinzième jour du mois de tishrei, à la date voulue par la Torah, ainsi qu’au seizième au cas (certes improbable) où eloul serait un mois plein et que la date véritable du 15 tishrei aurait lieu un jour plus tard qu’à la date considérée comme le quinze tishrei.
Il n’y a pas lieu d’envisager que la fête puisse avoir lieu un jour plus tôt car, comme le mois de tammouz est toujours défectif, le mois d’av est généralement plein. Même dans le cas exceptionnel où il aurait été déclaré défectif, des émissaires seraient spécialement diligentés pour annoncer ce phénomène particulier et permettraient à toutes les communautés de connaître la date de Souccot avant sa survenue. Le problème du temps de voyage ne se poserait donc plus.
Ce second jour, impératif à Souccot, l’est moins à Chemini Atzeret car la fête ayant lieu le 22 tishrei, les émissaires sont déjà arrivés dans les communautés les plus éloignées. De même, les émissaires disposent de deux jours de voyage supplémentaires pour annoncer la date exacte de Pessa'h, laquelle permet également de déterminer celle de Chavouot, fixée en fonction du lendemain de Pessa'h et non des lunaisons.
Rabbi Yohanan, jeune contemporain de la clôture de la Mishna, institue cependant le deuxième jour pour Pessa'h afin d’en préserver l’usage à Souccot. L’usage est étendu à Chavouot et l’ensemble des temps fixés par la Torah, à l’exception de Yom Kippour car un jeûne absolu de deux jours aurait pu se révéler néfaste pour la santé.

### Préservez la coutume de vos pères
Après la clôture de la Mishna, la situation se dégrade pour les Juifs en terre d’Israël et le pouvoir romain menace l’existence du Sanhédrin. Son président Hillel II décide alors, vers 359 EC, d’établir un calendrier perpétuel basé sur des calculs astronomiques et applicable en tout lieu. Lorsque les Sages de Babylonie lui demandent ce qu’il en est du second jour des fêtes, rendu inutile par cette innovation, sa réponse fait jurisprudence dans la Halakha : « conservez la coutume de vos pères en vos mains au cas où des persécutions anti-juives surviendraient » (si la science du calendrier venait à se perdre parmi les Juifs et qu’ils n’observaient qu’un jour, ils risqueraient fort d’enfreindre des commandements majeurs du fait de leurs erreurs).
À partir de là, les opinions divergent entre Sages de Galilée et de Babylone. Si tous acceptent le raisonnement de Rabbi Yehouda pour le yom tov sheni shel galouyot, le Talmud de Jérusalem l’étend pour permettre d’effectuer une activité créatrice le second jour du fait des doutes concernant sa sainteté tandis que le Talmud de Babylone adopte systématiquement les attitudes et traditions les plus sévères. Il soumet ainsi les deux jours aux mêmes restrictions et interdit même de cuisiner le premier jour pour le second. Les Sages babyloniens imposent en outre aux Juifs de la terre d’Israël de passage à Babylone de se conformer aux coutumes du lieu, en vertu du marit ayin (principe des apparences) car les Juifs locaux, voyant les voyageurs agir différemment, pourraient en être perturbés. Ils auront également à cœur de préciser les points de convergence et de divergence entre le second jour des exilés et celui de Roch Hachana,.

## Observance duYom tov sheni shel galouyot

### Statut des seconds jours
Les dates exactes des jours fériés pouvant actuellement être connues par calcul, le yom tov sheni shel galouyot est considéré comme un jour « pouvant être profane » (safek ’hol), rendu saint par les Sages et totalement distinct en sainteté du premier jour. Comme il est né d’un doute, il n’enfreint pas la prohibition d’« ajouter aux paroles de la Torah, » bien que ce doute soit résolu de nos jours.
Les rabbins ont entouré le second jour des exilés d’un soin jaloux, punissant quiconque le profane d’excommunication ou, au minimum, de flagellation (en outre, le témoignage d’une telle personne n’est, selon certains, plus recevable devant un tribunal rabbinique). Ils ont choisi d’imposer pour le second jour les mêmes réjouissances et restrictions qu’au premier.
Ce second jour se distingue cependant du premier par quelques allègements. Il est, par exemple, permis de cuire les œufs apportés par un Gentil qui assure qu’ils sont frais du jour, ce qui n’est pas le cas du premier jour.
Son observance est également moins contraignante que celle du second jour de Roch Hachana car, en règle générale, tout ce qui est interdit le second jour des exilés l’est également le second jour de Roch Hachana alors que l’inverse n’est pas forcément vrai. Ainsi, il est, dans les deux cas, interdit de cuisiner, de cuire, d’abattre etc. le premier jour pour le second mais il est permis au second jour des exilés (qui ne coïncide pas avec le chabbat) de profiter d’un œuf frais du jour, d’un fruit tombé de l’arbre ou de tout autre aliment inutilisable le premier jour car n’ayant pas été préparé à cet usage. Certains autorisent de même la circoncision d’un enfant juif (qui n’a pas été faite au huitième jour de vie) le second jour des exilés mais non à Roch Hachana (la circoncision effectuée dans le cadre d’une conversion au judaïsme ne repousse ni l’un ni l’autre). Il est aussi permis à un Juif de s’occuper d’un malade léger lors du second jour des exilés, ce qui est interdit au premier jour et à Roch Hachana (en cas de maladie grave, la vie prime (en) en tout temps et en tout lieu).
Cette règle connaît cependant une exception : du point de vue des devoirs à remplir envers un mort, tant le second jour des exilés que celui de Roch Hachana sont considérés par les rabbins comme un jour profane, par égard pour les défunts

### Rite et liturgie
Le second jour doit être observé au lendemain des fêtes prescrites par la Bible (à l’exception de Yom Kippour - certains cas de jeûnes, prière et chômage pendant deux jours consécutifs sont rapportés, afin de mieux rappeler qu’ils ne reçurent aucune approbation) par toute personne ne se trouvant pas dans un « lieu habité en terre d’Israël » (yishouv) ; un yishouv est un lieu en terre d’Israël à dix jours de marche tout au plus de Jérusalem, existant au temps du Talmud ou dans son voisinage immédiat.
Du point de vue rituel et liturgique, les seconds jours de fête sont, à quelques nuances près, identiques aux premiers.
Sur le plan rituel, cela se marque par l’interdiction :
- de porter le deuil même pour l’un des parents proches dont parle la Torah[35] (en réalisant par exemple des oraisons funèbres[36]),
- d’effectuer des tâches proscrites ou ce qui y ressemble, comme le rachat du premier-né[37],
- de contrarier le repos imposé par les rabbins en ces jours (en célébrant par exemple des noces[38]),
- de sortir du domaine sabbatique à moins d’avoir confectionné un érouv tehoumin (deux erouvei tehoumin doivent être préparés dans une direction différente pour chaque jour[39])
- de demander à un Gentil de réaliser les tâches interdites aux Juifs en ce jour (il est cependant licite d’en jouir à la sortie du yom tov sheni, après avoir attendu le temps nécessaire à accomplir cette tâche soi-même[40]).

Cependant, il est autorisé au second jour (ainsi qu’à Roch Hachana) de remplir les derniers devoirs envers les défunts, par égard pour eux. Il est ainsi permis de procéder à l’inhumation, au transport du corps, à la confection du linceul et de la bière, au creusement d’une fosse, à la coiffure et à la toilette post-mortem, pour autant que l’inhumation ne soit pas différée. Cette dispense ne concerne cependant pas les enfants mort-nés avant un mois de vie révolu. De plus, certains rites comme la déchirure de l’habit ne peuvent être pratiqués, même par les proches.
Sur le plan liturgique, 
- le second jour doit être sanctifié sur le vin (il n’y a néanmoins pas lieu de réciter une bénédiction de séparation entre les deux soirs comme le faisait Rav Assi[44]),
- les bénédictions, prières et les passages lus dans la Torah sont généralement les mêmes[45] (les sections lues dans les Livres prophétiques sont toutefois différentes[46]),
- les tefillin ne sont pas portés[47],
- le Hallel est lu de la même manière[48],
- les mêmes bénédictions supplémentaires sont ajoutées lors de l’action de grâces après les repas[49].

### Lois spécifiques

#### Pessa'h
Les Juifs de la diaspora tiennent lors du second soir de Pessa'h le même séder (rituel) que le premier soir ; ils sont tenus de manger le pain azyme et les herbes amères, boire les quatre coupes et lire la Haggada. L’interdiction de consommer ou posséder du hametz ou tout autre aliment fermenté demeure, en diaspora, en vigueur jusqu’au huitième jour (en réalité le yom tov sheni du septième jour de Pessa'h) bien qu’il soit profane du point de vue biblique. Cette rigueur s’étend aux légumineuses (pour ceux qui y sont soumis) mais non aux « mélanges de hametz » (aliments comme les fruits secs dont on s’abstient de peur qu’ils n’aient été mélangés par inadvertance avec du hametz) ni au hametz découvert dans les entrailles d’un poulet abattu pour être consommé.
Le début du décompte de l’omer étant fixé par la Torah au « lendemain du chabbat » (c’est-à-dire, selon les rabbins, le 16 nissan), il ne peut être reporté et est lu au soir du second séder. En revanche, il est interdit aux Juifs de la diaspora de consommer tout produit de la nouvelle récolte non seulement le 16 mais aussi le 17 nissan, jusqu’à la veille du 18.

#### Souccot
Les prescriptions du premier jour de Souccot, à savoir la soukka et les quatre espèces ont cours le second jour. Il est de coutume la veille du second jour de réciter la bénédiction shehehiyanou sur un fruit ou un nouvel habit afin de pouvoir la répéter sans annuler la précédente, prononcée sur la soukka.
Le second jour ayant le même degré de sainteté que le premier, il est interdit d’utiliser une branche de saule tombée lors du second jour de la fête pour réaliser la prescription des quatre espèces, même si l’on n’en a pas d’autre. Bien que la Loi exige du Juif qu’il réalise les prescriptions avec des espèces lui appartenant en propre et non empruntées, certains permettent de donner les quatre espèces à un enfant, en utilisant le raisonnement de Rabbi Yehouda (« si ce jour est saint et le lendemain est profane, je t’offre ce loulav en cadeau ») car le père peut s’acquitter le lendemain de la prescription sur un loulav prêté et, dans l’autre cas, la condition n’a pas été remplie et les quatre espèces lui appartiennent donc toujours en propre.
Les passages bibliques de la prière du moussaf sont identiques à ceux du premier jour (Nombres 29:12-13), ce qui entraîne un décalage entre les Juifs de la diaspora et ceux de la terre d’Israël, qui lisent au second jour Nombres 29:17. Ce décalage est comblé de diverses façons par les différents rites. Il en est de même pour les passages lus publiquement dans la Torah et pour les hoshaanot.

#### Chemini Atseret
Bien que la prescription de la soukka ne soit plus cours en cours à Chemini Atseret, on ne la défait pas encore à cause d’un doute émis à l’époque du Talmud qu’il puisse s’agir du septième jour. On la débarrasse mais on ne range ni n’arrange rien pour le lendemain. Malgré ce doute sur le jour, la prière pour la pluie est substituée à la prière pour la rosée lors du moussaf du premier et non du second jour de Chemini Atseret.
Ce second jour de Chemini Atseret revêt de plus un caractère tout à fait particulier en diaspora vu que c’est en ce jour et non lors du premier qu’on célèbre Simhat Torah pour marquer la fin du cycle de lecture annuel de la Torah.

### Le second jour en Israël
Le rétablissement récent d’une présence juive considérable en terre d’Israël a remis au goût du jour plusieurs points de Loi juive, déjà abordés au temps du Talmud ou ultérieurement, comme le statut des nouvelles villes en Israël, celui des voyageurs vers ou hors d’Israël ainsi celui des personnes effectuant des séjours temporaires de durée variable, parfois fort longue.

#### Statut des nouvelles villes
Une controverse rabbinique a eu lieu pour statuer s’il fallait ou non appliquer aux lieux de résidence dans l’état d’Israël les critères établis par Maïmonide pour un lieu de résidence en terre d’Israël, au vu du précédent de la ville de Bnei Brak à l’époque du Talmud (les villes construites à proximité d’anciens sites ou dont la superficie est de loin supérieure à celle d’autrefois bénéficient du statut de ces sites). La discussion a été tranchée en faveur de la première opinion bien que certains se soient imposé d’observer le second jour dans les villes qui n’existaient pas au temps du Talmud ou qui n’étaient pas habitées par des Juifs.

#### Statut des voyageurs et résidents temporaires ou permanents
La règle générale en la matière est qu’une personne se rendant en un endroit où les coutumes sont différemment observées doit se conformer à l’usage du lieu afin de ne pas générer de controverses. Elle peut cependant continuer à observer ses propres coutumes lorsqu’elle se trouve dans un endroit inhabité, lorsqu’elle agit discrètement ou de toute autre manière qui n’entraîne pas de dispute, comme la constitution d’un quorum de dix orants israéliens en diaspora et inversement.
La Loi juive prend également en compte la volonté de la personne de repartir dans son lieu d’origine ou, au contraire, de s’établir dans son lieu de destination. Outre les personnes ayant véritablement l’intention de s’établir, sont, en règle générale, considérées comme « n’ayant pas l’intention de revenir » les personnes qui demeurent dans le pays de destination plus d’un mois et celles qui partent en famille (dans le cas d’Israël, les familles qui émigrent par crainte de persécutions sont considérées comme ayant l’intention de revenir) ainsi que, selon certains, celles qui déménagent définitivement en laissant leur famille.
Par conséquent, 
- un Juif résidant en terre d’Israël (ressortissant ou non de l’état) qui se rend en un lieu habité de la diaspora ne peut effectuer de tâche proscrite lors du second jour de la fête, même s’il a l’intention de revenir[31]. Lors de la fête de Pessa'h, s’il se trouve en compagnie de Juifs locaux, il participe au second séder (sans dire toutes les bénédictions)[73] et s’abstient de hametz jusqu’au huitième jour[74]. Cependant, il prie lors du second jour la prière des jours profanes (et non des jours fériés)[70], met rapidement ses tefillin chez lui[75] et récite la bénédiction de havdala lors du premier jour car la prière est une activité discrète[70],[76]. Il ne peut cependant effectuer aucune tâche, même de façon discrète[77] ni, contrairement aux Juifs de la diaspora, cuisiner dans la semaine mi-fériée pour le second jour, celui-ci étant pour lui profane[78].
Ces lois ne doivent pas être observées tant que la personne originaire d’Israël est en transit et ce même si elle a l’intention de s’établir dans son lieu de destination. Cependant, une fois arrivée, si elle n’a pas l’intention de repartir, elle est considérée (indépendamment de sa nationalité) comme un Juif de la diaspora[31].
- un Juif de la diaspora arrivant en terre d’Israël avec l’intention d’y rester définitivement acquiert le statut de résident en terre d’Israël et n’observe plus qu’un jour ; il continue à observer les deux jours dans le cas contraire[70] et ce même pour un séjour long[79],[80] (il est cependant tenu, à partir d’un séjour de douze mois, de participer aux charges et impôts communautaires)[79]. Une personne qui alterne les résidences alterne également les coutumes en fonction de l’endroit où elle se trouve[81] mais celle qui n’a qu’une résidence secondaire occasionnelle se conforment aux normes du lieu de résidence principal[82] (à moins de se trouver systématiquement en Israël ou à l’étranger lors des fêtes[83]).

Une opinion différente avait été émise par Tsvi Hirsh Ashkenazi qui fait dépendre l’observance du lieu (et prescrit donc à toute personne se trouvant en terre d’Israël lors des fêtes de se conformer à l’usage du lieu, qu’elle ait ou non l’intention de revenir) et considère que les pratiques du second jour en terre d’Israël tombent sous le coup de l’interdiction d’ajouter aux prescriptions de la Torah. Bien qu’apparemment entérinée par le fondateur de la dynastie Loubavitch, cette opinion demeure minoritaire.
Par ailleurs, l’établissement des grandes lignes suivies par la majorité des décisionnaires n’empêche pas ceux-ci de diverger sur tel point de loi ou tel cas. Il en est notamment ainsi de l’étudiant venu passer quelques années de son cursus talmudique en Israël (certains estimant qu’il doit, s’il est financièrement indépendant, observer les pratiques de la terre d’Israël durant son séjour quand bien même il compte repartir en diaspora car il pourrait trouver une épouse en Israël et décider de s’y établir définitivement tandis que d’autres refusent la distinction entre cet étudiant célibataire et un homme marié, faisant tout dépendre de l’intention de revenir) et de la coupe de vin qu’il faut ou non boire lors de la havdala.

## Le second jour dans les traditions non-rabbiniques
Le yom tov sheni étant d’institution rabbinique, il est totalement ignoré par le karaïsme et samaritanisme qui ne se basent que sur la Bible hébraïque et ses six premiers Livres respectivement. Il était également inconnu des Beta Israël d’Éthiopie, dépositaires d’un judaïsme pré-rabbinique, avant l’arrivée d’émissaires de l’Alliance israélite universelle.

## Le second jour dans les traditions libérales
Apparu au XIXe siècle dans les suites de la Haskala, le judaïsme réformé se fonde, contrairement au judaïsme traditionnel, sur une vision hégélienne de l’histoire, et s’arroge l'autorité d'abroger de la pratique juive ce qui lui semble incompatible avec les besoins de Juifs imbibés de libéralisme et désireux de s’intégrer à la nation allemande.
Le second jour des fêtes est considéré comme un héritage pesant du passé, fondé sur une initiative humaine périmée et inadéquate pour un moderne (de fait, le Talmud de Jérusalem suggère que le second jour a été instauré en diaspora pour « rétribuer » les Juifs de n’avoir pas observé le premier jour en terre d’Israël). Le synode de Breslau, tenu en 1846, se conclut par un abandon de la pratique du second jour des exilés (mais non de celui de Roch Hachana) ; il est décidé ultérieurement de conserver un second jour dans la liturgie si tel est le désir de la congrégation ou d’une partie même minoritaire de ses membres mais le chômage à observer est, lui, définitivement annulé.
Le second jour demeure inobservé à ce jour dans les congrégations réformées. Les congrégations dites conservatrices l’observent en réponse à la demande des fidèles.